# Arafo
Arafo è un comune spagnolo di 4 995 abitanti situato nella comunità autonoma delle Canarie.
Nella Iglesia di San Juan Degollado di questa città è la prima immagine che ha avuto inizio il culto di Maria Ausiliatrice nelle isole Canarie.